# Zebrafish Information Network
Zebrafish Information Network (ou ZFIN) est une base de données bio-informatiques consacrée au modèle animal Danio rerio (appelé également le poisson zèbre ou zebra fish en anglais).
ZFIN est mis à jour régulièrement par la communauté scientifique, le site contient l’ensemble des génomes annotés du poisson zèbre, des informations bibliographiques, collections de mutants, anticorps ainsi que de nombreux outils.